# Оус
Оус — посёлок в Свердловской области России, административно подчинённый городу Ивделю. Входит в Ивдельский муниципальный округ.
С 1962 по 2004 год Оус имел статус рабочего посёлка (посёлка городского типа).

## География
Посёлок Оус расположен в бассейне реки Большой Оус, в лесной местности. В нескольких километрах от посёлка Большой Оус принимает левый приток — реку Малый Оус. Вблизи устья Малого Оуса на нём расположено одноимённое проточное озеро.
Посёлок имеет компактную застройку 2×1 км. К северу от него проходит Северный широтный коридор — автодорога Серов — Ивдель — Ханты-Мансийск.
По южной окраине Оуса проходит ветка Ивдель — Приобье Свердловской железной дороги. В посёлке расположена железнодорожная станция Оус. Также через посёлок проходит газопровод «Прогресс».

## История
Посёлок основан в 1961 году. С мансийского языка Оус переводится «красная вода». Цвет воды в реке имеет бурый цвет. Население посёлка составили переселенцы со всего Советского Союза.
Ранее в посёлке существовал Оусский леспромхоз, самый крупный в Свердловской области.
В 2002 году в клубе Оусского леспромхоза был открыт православный приход Серафима Саровского.
31 декабря 2004 года рабочий посёлок Оус был отнесён к категории сельских населённых пунктов к виду посёлок.

## Население
| 1970 | 1979  | 1989  | 2002  | 2010  |
| ---- | ----- | ----- | ----- | ----- |
| 2270 | ↗2674 | ↗2954 | ↘1666 | ↘1191 |